# オックスボウ

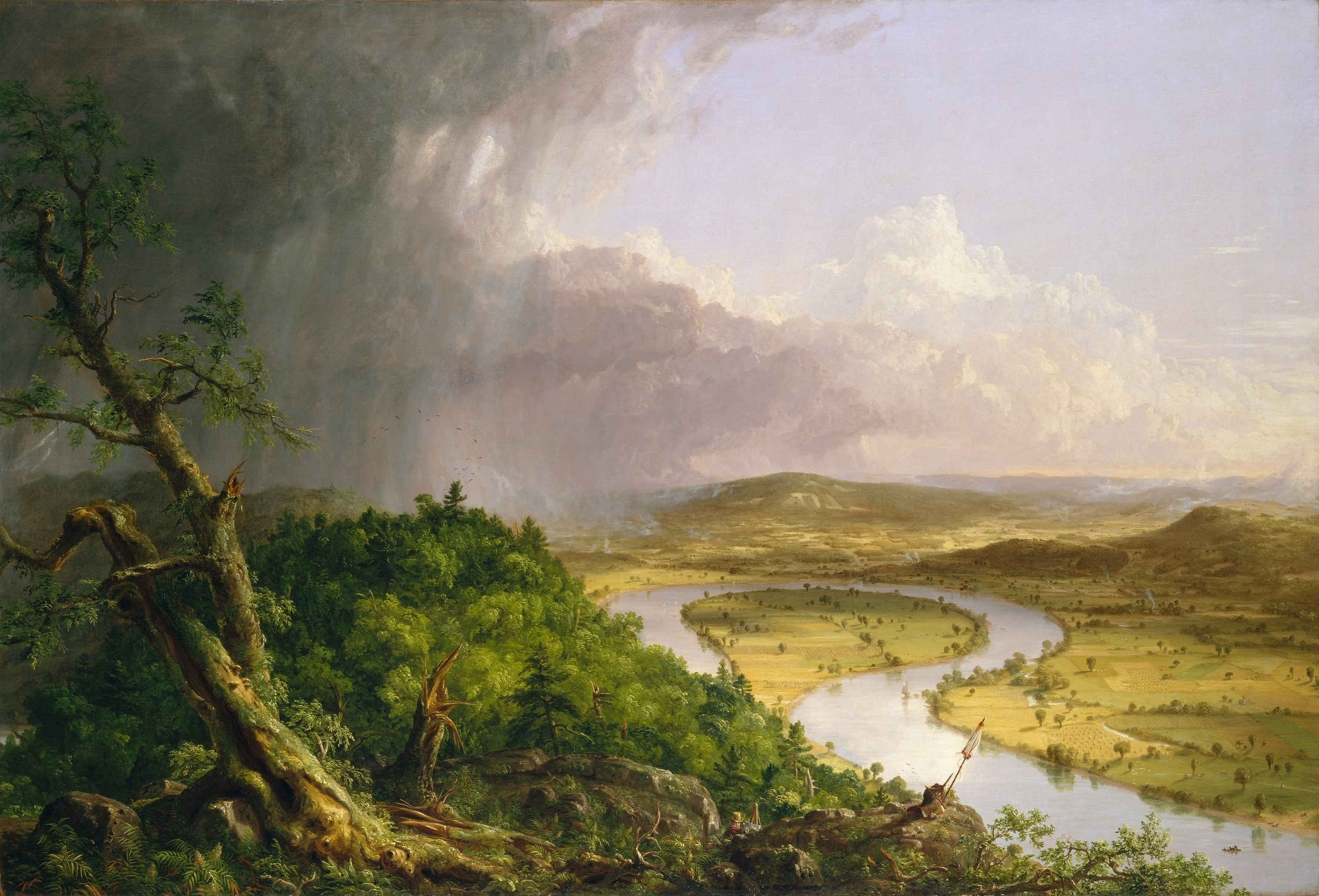
絵画：オックスボウ

「オックスボウ」（英語: The Oxbow）が通称のこの絵画は、正式には「嵐の後、マサチューセッツ州ノーサンプトンのマウント・ホリオークからの眺望」と題した風景画で、ハドソン川派の創始者トマス・コールによるアメリカの代表的な絵画とされる。
1836年の作品で、雷雨の直後のコネチカット川がU字型に曲がった所（通称「オックスボウ (コネチカット川)」北緯42度17分27.69秒 西経72度37分44.96秒 / 北緯42.2910250度 西経72.6291556度）でのロマンティックなパノラマ風景である。一般に「荒野と文明」の対決と解釈されている。

## 参照項目
- ハドソン・リバー派